# Ängssvingel
Ängssvingel (Festuca pratensis) är en gräsart. 
Ängssvingeln är ett vanligt ängsgräs på torr mark och varierar mycket till höjd 3-10 decimeter. Vippans och bladens storlek varierar också, allt efter lokalens bördighet och beskuggning. Den är ett bra fodergräs för fleråriga vallar på god lermylla. 
I norra Sverige når den ungefär till polcirkeln. 
Ängssvingel är ett vippgräs. Det innebär att dess blomställning består av småax, som sitter i (sammansatt) klase med hårfina agnar, så att de bildar en vippa. Varje småax består av: 
1. En huvudaxel
2. Ett antal skärmblad eller axfjäll i två rader, så att dess småax får en tillplattad form
3. I varje skärmbladsvinkel finns en vindblomma, utom i vinkeln mellan de 2 nedersta bladen, som är tomma.

De två nedersta tomma skärmbladen skulle man kunna kalla tomfjäll. De övriga kallas blomfjäll. 
Varje blomma är alltså omsluten av ett blomfjäll på sin fram- eller yttersida, som har örtartad beskaffenhet och grön färg och en eller flera nerver. På bak- eller insidan av blomman sitter däremot ett annat fjäll, som är något mindre, samt hinnaktigt och vitaktigt och har invikta kanter (eller en skarp köl utmed vardera kanten. Därför kan det anses vara bildat av två sammanvuxna förblad). Man skiljer mellan det yttre och det inre blomfjället. 
Gräsblomman har 3 ståndare med mycket fina strängar och mycket stora, i båda ändarna kluvna knappar, samt 1 pistill med ett fruktämne och 2 stora, dun- eller plymlika märken. När blomningen skall ske, spärrar ytterblomfjället ut sig från innerblomfjället. 

## Externa länkar

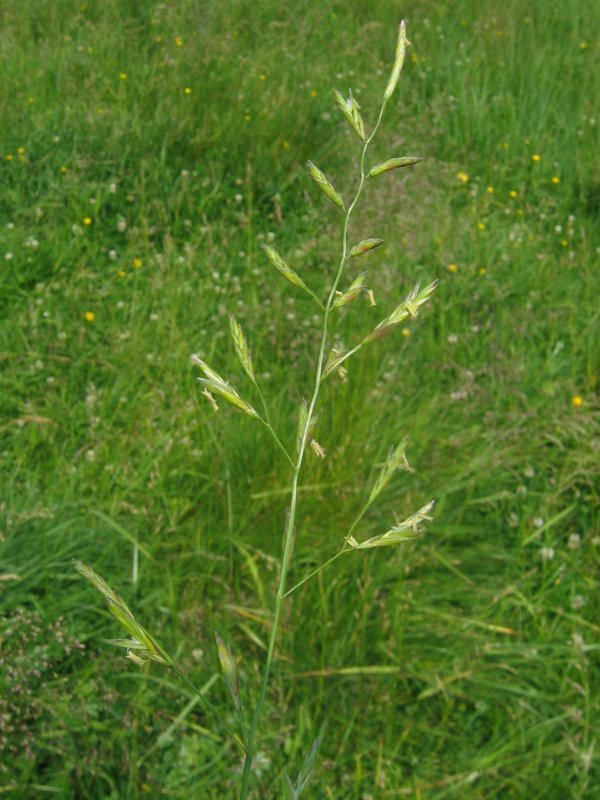